# Primula glutinosa
Primula glutinosa (лат.) — вид травянистых растений рода Первоцвет (Primula) семейства Первоцветные (Primulaceae).

## Описание
Многолетнее травянистое растение высотой от 2 до 7 см. Листья цельные, лопатовидной формы, в верхней половине с зубчатым краем, образуют прикорневую розетку. Поверхность листьев гладкая, клейкая.
Цветки сначала красновато-фиолетовые, потом становятся сиреневыми, собраны по 2-7 штук в зонтиковидные соцветия на безлистных цветоносах. Цветёт с июня по июль.

## Распространение и экология
Произрастает в Европе в Центральных и Восточных Альпах на территории Австрии, Италии, Швейцарии, а также на северо-западе Балканского полуострова до Боснии и Герцеговины.
Встречается преимущественно в умеренном биоме. В Швейцарии растёт на субальпийских и альпийских лугах Нижнего Энгадина в кантоне Граубюнден.

## Охранный статус
С 2016 года находится в Красной книге Швейцарии со статусом вида, близкого к уязвимому положению (англ. Near Threatened, NT) по классификации Международного союза охраны природы (МСОП).

## Синонимы
- Aretia glutinosa (Wulfen) Link, Handbuch 2: 413. 1831.
- Auricula glutinosa (Wulfen) Spach, Hist. Nat. Vég. 9: 359. 1838.
- Auricula-ursi glutinosa (Wulfen) Soják, Čas. Nár. Muz. Praze, Rada Přír. 148(3-4): 209. 1979 publ. 1980.